# پرنده‌ماهی (فیلم)
«پرنده‌ماهی» (سینهالی: [ඉගිල්ලෙන මලුවො] Error: {{Lang}}: متن دارای نشانه‌گذاری ایتالیک است (راهنما)) یک فیلم است که در سال ۲۰۱۱ منتشر شد.